# Кантрі-поп
Кантрі-поп (англ. Country pop) — музичний напрямок, що є поєднанням кантрі з поп-музикою, витоком якого є також софт-рок.
Перше поєднання кантрі і поп-музики відбулося в 1950-х роках. Тоді продюсери Чет Аткінс і Овен Брейдлі хотіли створити новий музичний напрямок. Першими виконавцями, що почали випускати пісні у цьому жанрі стали Джим Рівс та Едді Арнольд. Але популярність напрямок почав набувати у 70-х роках, коли Глен Кемпбелл, Джон Денвер, Олівія Ньютон-Джон та Енн Мюррей почали використовувати його у своїх альбомах. Одним з найбільших хітів на той час стала пісня Глена Кемпбелла «Rhinestone Cowboy». Пізніше в 90-х, до співаків, що виконували цей жанр, приєдналися Шанайя Твейн, Реба Макінтайр, Біллі Рей Сайрус, Тім Макгро, а також гурт Dixie Chicks. До сучасних популярних кантрі-поп-співаків можна віднести Тейлор Свіфт, Керрі Андервуд, Кіта Урбана та гурти Rascal Flatts, Lady Antebellum і Sugarland.

## Відомі представники напрямку
- Глен Кемпбелл
- Джон Денвер
- Олівія Ньютон-Джон
- Енн Мюррей
- Шанайя Твейн
- Реба Макінтайр
- Біллі Рей Сайрус
- Тім Макгро
- Dixie Chicks
- Тейлор Свіфт
- Керрі Андервуд
- Кіт Урбан
- Rascal Flatts
- Lady Antebellum
- Sugarland
- The Band Perry
- Доллі Партон
- Келлі Піклер
- Кенні Роджерс
- Сара Еванс
- Ліенн Раймс
- Шеріл Кроу